# Đồng Thanh, Kim Động
Đồng Thanh là một xã thuộc huyện Kim Động, tỉnh Hưng Yên, Việt Nam.

## Địa lý
Xã Đồng Thanh có vị trí địa lý:
- Phía đông giáp xã Song Mai
- Phía tây giáp huyện Khoái Châu và các xã Thọ Vinh, Đức Hợp
- Phía nam giáp xã Hùng An
- Phía bắc giáp xã Vĩnh Xá và xã Phạm Ngũ Lão.

Xã Đồng Thanh có diện tích 5,65 km², dân số năm 2019 là 6.232 người, mật độ dân số đạt 1.103 người/km².
Các sông Kim Ngưu, sông Cửu An, sông mồng 6 tháng giêng chạy qua địa bàn xã.

## Hành chính
Xã Đồng Thanh được chia thành 6 thôn: Vĩnh Đồng, Vĩnh Tiền, Bùi Xá, Thanh Sầm, Công Luận (làng Lọn), Thái Hòa.

## Lịch sử
Xã Đồng Thanh trước kia thuộc xã Vĩnh Đồng.
Xã Vĩnh Đồng gồm các làng: Vĩnh Đồng, Vĩnh Phúc và xóm Tiền Lương thuộc tổng Tạ Xá huyện Kim Động.
Năm 1946, xã Vĩnh Đồng đổi tên thành xã Hồng Phong gồm các làng: Vĩnh Đồng, Vĩnh Phúc, xóm Tiền Lương, Thanh Sầm, Hoàng Độc.
Đến năm 1955, xã Hồng Phong đổi tên thành xã Đồng Thanh cho đến ngày nay.

## Kinh tế
Theo ước tính trong ngành sản xuất của xã thì đa phần thuộc là nông nghiệp, và mạnh nhất vẫn là cấy lúa, và trồng màu theo vụ đông. Bình quân thu nhập đầu người là 11,28 triệu đồng/năm.

## Văn hóa
Trong đó làng Vĩnh Tiền đa phần theo Thiên Chúa giáo. Làng Công Luận theo đạo Phật. Một số làng khâc cũng theo đạo Phật.

## Danh nhân
Lê Bá Cường: Thôn Thanh Sầm.